# Mamadou Diarra (football, 1997)
Pour les articles homonymes, voir Mamadou Diarra.
Mamadou Diarra, né le 20 décembre 1997 à Dakar (Sénégal), est un footballeur sénégalais, qui joue au poste de défenseur central.

## Biographie

### En club
Mamadou Diarra est formé à l'ASC Jaraaf dans sa ville natale de Dakar.
En 2016, il rejoint la Turquie et le Boluspor en deuxième division turque.
En 2020, il rejoint le Giresunspor. Lors de sa première saison au club, avec 26 titularisations, il contribue largement à la remontée du club en première division après 44 années d'absence. En Süper Lig, il reste un titulaire indiscutable et devient capitaine. Il quitte cependant le club en avril 2022 en raison de salaires impayés depuis le début de la saison.
En septembre 2022, il rallie le Grenoble Foot 38 pour trois saisons. Il inscrit son premier but le 5 novembre 2022 lors d'une victoire sur le terrain de Rodez.

### En sélection
En 2017, Diarra est le capitaine de l'équipe du Sénégal des moins de 20 ans. Il participe à la CAN des moins de 20 ans où les Lions de la Teranga échouent en finale face au pays hôte zambien. Cette place de finaliste permet à Diarra et ses coéquipiers de disputer la Coupe du monde des moins de 20 ans. Le Sénégal se qualifie pour la phase éliminatoire mais est éliminée par le Mexique en huitièmes de finale.

## Palmarès

### En club
| ASC Jaraaf                                                  | Giresunspor                             |
| ----------------------------------------------------------- | --------------------------------------- |
| - Championnat du Sénégal de football - Vice-champion : 2016 | - Trendyol 1.Lig - Vice-champion : 2021 |

### En sélection nationale
| Sénégal -20 ans                                                        |
| ---------------------------------------------------------------------- |
| - Coupe d’Afrique des nations des moins de 20 ans : - Finaliste : 2017 |